# チャボガヤ
チャボガヤ（矮鶏榧、学名：Torreya nucifera var. radicans）は、イチイ科カヤ属の常緑低木。針葉樹。

## 特徴
基本種、カヤ Torreya nucifera が、本州の日本海側の多雪地帯に適応した変種。
積雪に適応した樹形で、幹の下部が地を這い、根際から枝が斜上し、高さは3mほどになる。枝は赤みを帯びる。葉の形は線形で長さ20-25mm、幅3mm、表面は濃緑色で光沢を持ち、裏面は緑色で気孔帯がある。先端は針状に尖り、触ると痛い。
花期は5月、雌雄異株で雄花は黄色、雌花は緑色。種子は緑色の仮種皮に包まれ、翌年10月頃、紫褐色に熟す。

## 分布と生育環境
主として本州の山形県以西の日本海側に分布し、多雪地の林床に自生する。紀伊半島および四国の山地の一部にも分布する。
ユキツバキ、ヒメモチ、ヒメアオキ、エゾユズリハ、ツルシキミなどの日本海要素の常緑地這植物とともに、ブナ林などの林床にみられる。イヌガヤ科イヌガヤ属のイヌガヤの日本海型要素の変種であるハイイヌガヤと混生することも珍しくない。

## 画像
- 葉の裏面
- 雄花
- 果実（仮種皮に包まれた種子）